# Lisa Della Casa
Lisa Della Casa (ur. 2 lutego 1919 w Burgdorfie, zm. 10 grudnia 2012 w Münsterlingen) – szwajcarska śpiewaczka operowa i estradowa (sopran).
Kształciła się w konserwatoriach w Bernie i Zurychu.
Debiutowała w 1943 na scenie Stadttheater w Zurychu jako Mimi w Cyganerii Pucciniego. Od 1947 miała angaż stałej solistki Opery Wiedeńskiej, a od 1953 nowojorskiej Metropolitan Opera. Decydującym momentem w karierze był występ w 1948 w Salzburgu w partii Hrabiny w operze Capriccio Richarda Straussa.
Śpiewała w mediolańskiej La Scali i londyńskiej Covent Garden oraz na festiwalu w Salzburgu.
Związana była również z Bawarską Operą w Monachium.
Zarówno przez krytyków, jak i publiczność ceniona była przede wszystkim jako wykonawczyni dzieł W.A. Mozarta i R. Straussa.
Karierę muzyczną zakończyła w 1974 roku.